# Магнитоэлектронные запоминающие устройства

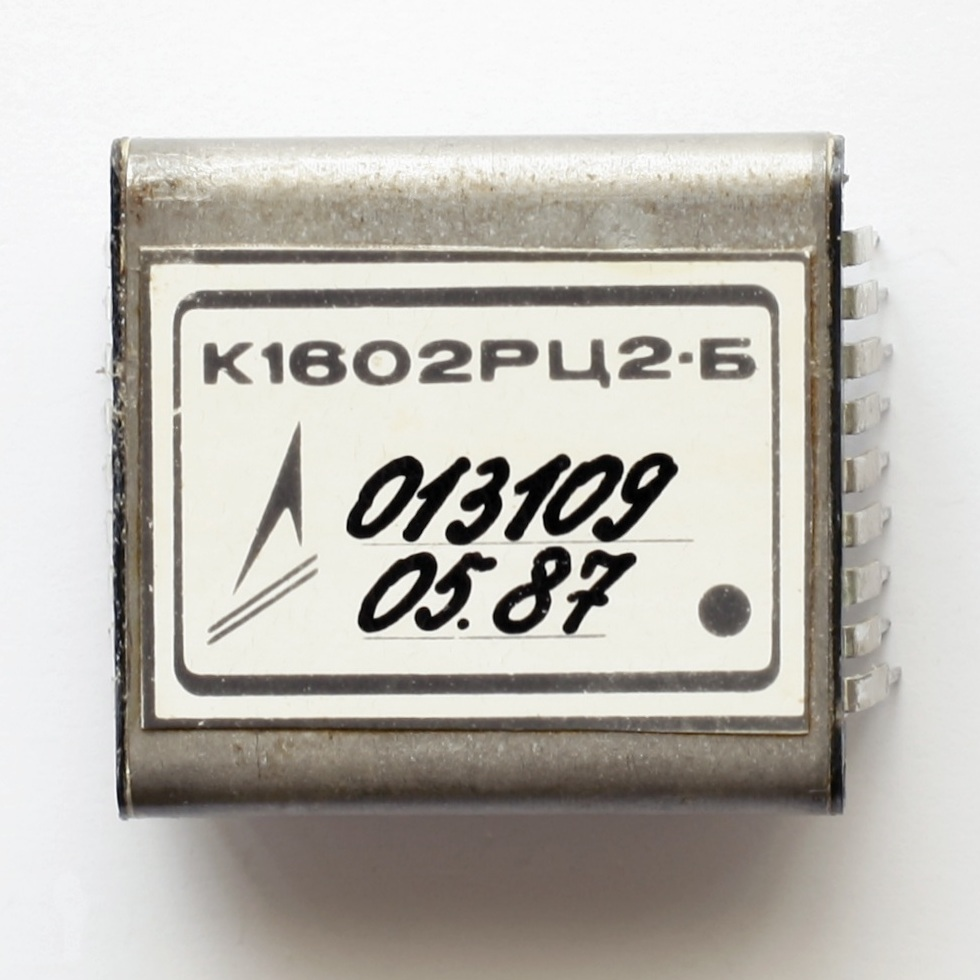
ЦМД-память, сделанная в СССР (завод Оптрон Москва)

Магнитоэлектронные запоминающие устройства — электронные устройства, в которых используются электромагнитные процессы на доменном уровне. Для создания доменов применяют тонкие магнитные плёнки толщиной до 10 мкм, напыляемые на подложку из немагнитного материала. При отсутствии внешнего магнитного поля в плёнке существуют полосовые домены произвольной формы. Если подложку поместить во внешнее магнитное поле, то произойдет смещение доменых стенок.
Домены можно использовать в качестве элементов памяти запоминающих устройств. Такие домены, малые по размерам по сравнению с полосовыми доменами и имеющие форму, близкую к цилиндрической, называют цилиндрическими магнитными доменами (ЦМД). В запоминающих устройствах создают 8 или 16 расположенных генераторов доменов, образующих регистр для записи 8- и 16-разрядных чисел. Вследствие малого диаметра доменов плотность записи информации достигает 10—100 тыс. бит/мм.
Запоминающие устройства на цилиндрических магнитных доменах значительно превышают показатели электромеханических устройств (магнитных лент, дисков, барабанов) по надежности, быстродействию, объёмам, отличаясь малой массой и габаритами, потребляя значительно меньше электроэнергии.